# Белое отребье
Белое отребье (англ. White trash — буквально «белый мусор») — это расово-классовое оскорбление, используемое в американском английском для обозначения бедных белых людей, особенно в сельских районах на юге Соединённых Штатов. Ярлык обозначает социальный класс внутри белого населения и особенно низкий уровень жизни. Он используется как способ отделить «благородных и трудолюбивых» «хороших бедняков» от ленивых, «недисциплинированных, неблагодарных и отвратительных» «плохих бедняков». Использование этого термина дает белым представителям среднего и высшего класса возможность дистанцироваться от бедности и бесправия белых бедняков, которые не могут пользоваться этими привилегиями.
Этот термин был принят для обозначения людей, живущих на периферии социального порядка, которые считаются опасными, потому что они могут быть преступными, непредсказуемыми и не уважающими политический, правовой или моральный авторитет. В то время как термин в основном используется уничижительно белыми горожанами и представителями среднего класса в качестве классового обозначения, некоторые белые артисты идентифицируют себя как «белый мусор», считая это знаком чести, и отмечают стереотипы и социальную маргинализацию белого низшего класса.
В обычном использовании «белое отребье» перекликается по значению со «взломщиком», используемым людьми в отдаленных районах южных штатов; «деревенщина», касающаяся бедных людей из Аппалачей; «Оки» относительно тех, кто родился в Оклахоме; и «реднеки», в отношении происхождения из сельской местности; особенно на юге. Основное отличие состоит в том, что «реднек», «взломщик», «Оки» и «деревенщина» подчеркивают, что человек беден и необразован, он родом из глухомани, плохо осведомлён о современном мире и взаимодействует с ним, в то время как «белое отребье» — и современный термин «трейлерный мусор» — подчеркивает предполагаемые моральные недостатки человека, независимо от условий их воспитания. В то время как другие термины предполагают сельское происхождение, «белое отребье» и «трейлерный мусор» могут быть городскими или пригородными жителями.
Ученые с конца XIX-го по начало XXI-го века исследовали поколения семей, которые считались «сомнительными», таких как семья Jukes и семья Калликак, оба псевдонима для настоящих семей.

## Терминология
Выражение «белое отребье», вероятно, возникло на сленге, использовавшемся порабощенными афроамериканцами в первые десятилетия 1800-х годов, и быстро стало использоваться более богатыми белыми людьми, которые использовали этот термин для клеймения белых, которых они считали неполноценными. Таким образом, «бедное белое отребье» — это термин для обозначения «плохих бедных», а не романтизированных «благородных и трудолюбивых» «хороших бедных». Nancy Isenberg составила длинный список насмешливых имен, которые использовались для обозначения белых бедняков: 

"Пустые люди. Отбросы. Увальни. Обитатели болот. Негодяи. Мусор. Поселенцы. Взломщики. Пожиратели глины. Tuckies. Mudsills. Мошенники. Briar hoppers. Деревенщины. Ничтожества. Белые ниггеры. Дегенераты. Белое отребье. Быдло. Трейлерный мусор. Болотные люди."

## Описание и причины
В массовом представлении середины XIX века «бедное белое отребье» представляло собой «любопытную» породу выродившихся, тощих, изможденных людей, страдающих многочисленными физическими и социальными недостатками. Они были грязными, неопрятными, оборванными, трупными, кожистыми и истощенными, у них были слабые дети с вздутым животом, которые были морщинистыми, иссохшими и выглядели постаревшими, не по годам, так что даже у 10-летних детей «лица глупые и тяжелые, и они часто становятся отечными и отвратительными на вид», по словам школьного учителя Нью-Гэмпшира. Кожа бедного белого южанина имела «жуткий желтовато-белый» оттенок, как «жёлтый пергамент», и выглядела восковой, или они были такими белыми, что почти казались альбиносами. Они были вялыми и ленивыми, не заботились должным образом о своих детях и пристрастились к алкоголю. Южане из высшего сословия смотрели на них с презрением.
Гарриет Бичер-Стоу описала женщину из белого отребья и её детей в книге Dred: A Tale of the Great Dismal Swamp, опубликованной в 1856 году:
На груде грязной соломы сидела несчастная измождённая женщина с большими дикими глазами, впалыми щеками, взлохмаченными спутанными волосами и длинными худыми руками, похожими на птичьи когти. На её тощей груди висел истощённый младенец, толкаясь своими маленькими костлявыми ручками, словно пытаясь заставить себя питаться, чего природа больше не давала; и двое испуганных детей с истощёнными чертами лица, посиневшими от голода, цеплялись за её платье. Вся группа сбилась в кучу, отодвигаясь как можно дальше от новичка [sic], глядя вверх большими испуганными глазами, как затравленные дикие звери.
Бедное белое отребье, как правило, могло обосноваться только на худших землях Юга, поскольку лучшую землю забирали большие и малые рабовладельцы. Они жили и пытались выжить на земле, которая была песчаной, болотистой или покрытой кустарником сосной и не подходила для сельского хозяйства; за это их стали называть «песчаниками» и «шишками». Было замечено, что эти «грубые» жители соответствовали своему окружению: они были «каменистыми, коренастыми и кустарниковыми, как земля, на которой они жили».
Ограниченные в возможности занимать политические должности из-за имущественных ограничений, их способности голосовать по милости судов, которые контролировались плантаторами-рабовладельцами, белые бедняки имели мало защитников в политической системе или доминирующей социальной иерархии. Хотя многие из них были фермерами-арендаторами или поденщиками, другие белые отребья были вынуждены жить как мусорщики, воры и бродяги, но все, независимо от того, работали они или нет, подвергались социальному остракизму со стороны «правильного» белого общества, будучи вынужденными пользоваться задней дверью при входе в «правильные» дома. Даже рабы смотрели на них свысока: когда приходили белые бедняки, прося еды, рабы называли их «бродячими козлами».
Северяне утверждали, что существование белого отребья было результатом системы рабства на Юге, в то время как южане беспокоились, что эти явно неполноценные белые нарушат «естественную» классовую систему, которая считала, что все белые превосходят все другие расы, особенно чернокожие. Жители обоих регионов выразили обеспокоенность тем, что, если количество белого отребья значительно увеличится, они поставят под угрозу идеал Джефферсона о населении образованных белых свободных людей как основу прочной американской демократии.
В своем классическом исследовании Демократия в Америке (1835) французский аристократ Алексис де Токвиль рассматривает положение бедных белых южан как одно из последствий рабовладельческой системы. Он описывает их как невежественных, праздных, гордых, потакающих своим желаниям и слабых, и пишет о белых южанах в целом:
С самого рождения южный американец наделён своего рода внутренней диктатурой ... и первая привычка, которую он усваивает, — это умение доминировать без усилий ... [которая превращает] южного американца в надменного, поспешного, вспыльчивого, жестокого человека, страстного в своих желаниях и раздражается препятствиями. Но он легко впадает в отчаяние, если ему не удаётся добиться успеха с первой попытки
.
Другая теория утверждала, что ухудшенное положение бедных белых южан было результатом того, что они жили в такой непосредственной близости от чернокожих и коренных американцев. Samuel Smith, министр и педагог, который был седьмым президентом Принстонского колледжа, писал в 1810 году, что бедные белые южане жили в «состоянии абсолютной дикости», что заставляло их напоминать индейцев по цвету кожи и одежде, убеждение, которое было распространено в XVIII и начале XIX века. Смит видел в них камень преткновения в эволюции главной линии белых американцев, которое ранее было высказано Мишель-Гийом Жан де Кревкёр в его книге 1782 года Письма американского фермера. Кревкёр, французский солдат-дипломат, который переселился в Соединённые Штаты и сменил имя на Дж. Гектора Сент-Джона, считал бедных белых южан «не … очень приятным зрелищем» и уступал прототипу американца, которого он прославлял в своей книге, но всё ещё надеется, что последствия прогресса улучшат состояние этих беспородных, необузданных, полудиких пьяных людей, которые представляют «самые отвратительные части нашего общества».
По мнению Ральфа Уолдо Эмерсона, трансценденталиста и выдающегося американского лектора, писателя и философа середины XIX века, бедняки всех мастей, включая бедных белых южан, жили в бедности из-за присущих им черт характера. Бедняков «переправляли через Атлантический океан и везли в Америку, чтобы они рыли канавы и трудились, чтобы сделать землю плодородной… а затем преждевременно ложились, чтобы сделать место более зелёной травы…» Этим людям, которых Эмерсон назвал «гуано», суждено было заселить самые низкие ниши общества, и он специально исключил их из своего определения того, что такое американец. «Американец» Эмерсона имел саксонское происхождение, потомок датчан, норвежцев, саксов и англосаксов, известных своей «чрезмерной мужественностью», «звериной жестокостью» и — по крайней мере в глазах Эмерсона — своей красотой. Это были не те черты, которые были присущи бедному белому южанину. Американцы, возможно, несколько выродились по сравнению со своими предками, что является одним из ослабляющих последствий цивилизации, но они всё ещё сохраняли своё превосходство над другими «расами», а белые южане всех мастей, но особенно бедные, сами уступали своим соотечественникам из Новой Англии и севера.
Некоторые, такие как Теодор Рузвельт, считали бедных «выродившихся» белых, а также массу иммигрантов из южной и восточной Европы (выходцы из северной Европы были приняты в англосаксонскую белую расу) как основную часть проблемы «расового самоубийства», концепции, согласно которой бедные белые и нежелательные иммигранты в конечном итоге превзойдут представителей доминирующей и высшей белой «расы», в результате чего она вымрет или будет вытеснена в ущерб стране.
По словам Allyson Drinkard, в современном американском обществе быть «белым отребьем» — это не просто быть бедным и белым. Термин 

"...вызывает в воображении образы трейлерных парков, автомобилей в кварталах, злоупотребления наркотиками и алкоголем, насилия в семье, безнадзорных детей, глупых взрослых, кулачных боёв, громких и резких словечек, плохого стоматологического и физического здоровья, кричащих, беспорядочных женщин, регалий флага повстанцев, инцеста и инбридинга".

### Как расовое оскорбление
В журнале Critique of Anthropology, J. Z. Wilson утверждает, что термин «белое отребье» «выступает как форма расизма», а Annalee Newitz и Matthew Wray, пишущие в The Minnesota Review, считают это примером «привязки классического эпитета к расистскому». Лукас Линч назвал это «расовым оскорблением», а режиссёр Джон Уотерс счёл это «последней расистской вещью, которую вы можете сказать и избежать наказания». В 2020 году издание Reader’s Digest включило «белое отребье» в свой список «12 повседневных выражений, которые на самом деле являются расистскими».

## История
Начиная с начала XVII века Лондонский сити отправлял своё нежелательное избыточное население, в том числе детей-бродяг, в американские колонии — особенно в колонию Вирджиния, провинцию Мэриленд и провинцию Пенсильвания — где они становились не учениками, как было сказано детям, а наемными слугами, особенно работающими в полях. Еще до того, как в 1619 году атлантическая работорговля привела африканцев в британские колонии, этот приток «перемещенных» англичан, валлийцев, шотландцев и ирландцев был важной частью американской рабочей силы. Вирджинская компания также импортировала партии бедных женщин для продажи в качестве невест. Число этих «почти рабов» было значительным: к середине XVII века, в то время, когда население Вирджинии составляло 11 000 человек, только 300 были африканцами, которых уступали по численности английским, ирландским и шотландским наёмным слугам. В Новой Англии пятая часть пуритан была наёмными слугами. Больше наёмных слуг было отправлено в колонии в результате восстаний в Ирландии. Оливер Кромвель отправил сотни ирландских католиков в Британскую Северную Америку во время Войн Ирландского Конфедерации (1641—1653).
В 1717 году парламент Великобритании принял Закон о транспортировке 1717 года, который разрешал перевозку десятков тысяч осуждённых в Северную Америку, чтобы уменьшить переполненность британских тюрем. К тому времени, когда во время Войны за независимость США (1775—1783) прекратились перевозки в исправительные учреждения, около 50 000 человек были перевезены в Новый Свет в соответствии с законом. Когда американский рынок закрылся для них, осуждённых отправили в Австралию. В общей сложности от 300 000 до 400 000 человек были отправлены в североамериканские колонии в качестве несвободных рабочих, что составляло от 1/2 до 2/3 всех белых иммигрантов.
Британцы воспринимали американские колонии как «пустошь» и место, где можно сбросить свой низший класс. Люди, которых они туда отправили, были «отбросами» общества. Термин «отбросы» уступил место «скваттерам» и «крекерам», используемым для описания поселенцев, которые населяли западную границу Соединённых Штатов и отдалённые районы некоторых южных штатов, но не имевших права собственности на землю, на которой они поселились, и практически не имевших доступа к образованию или религиозному обучению. «Крекер» особенно использовался на юге.
Первое использование термина «белое отребье» в печати для описания этой популяции произошло в 1821 году. Он стал широко использоваться в 1830-х годах как уничижительный, используемый домашними рабами против белых бедняков. В 1833 году английская актриса Фанни Кембл, посетившая Джорджию, отметила в своём дневнике: «Сами рабы испытывают высочайшее презрение к белым слугам, которых они называют 'бедное белое отребье'».
Термин приобрел широкую популярность в 1850-х годах, а к 1855 году он стал общепринятым среди белых высших слоёв общества и был обычным употреблением среди всех южан, независимо от расы, на протяжении остальной части XIX-го века.
В 1854 году Гарриет Бичер-Стоу написала главу «Бедное белое отребье» в своей книге Ключ от хижины дяди Тома. Стоу писала, что рабство производит не только «деградированных, несчастных рабов», но и белых бедняков, которые становятся ещё более униженными и несчастными. Система плантаций вынуждала этих белых бороться за пропитание. Помимо экономических факторов, Стоу связывает этот класс с нехваткой школ и церквей в их районе и говорит, что и чёрные, и белые в этом районе свысока смотрят на этот «бедное белое отребье». Во втором романе Стоу Дред, она описывает бедных белых жителей этого болота, которое образовывало большую часть границы между Вирджинией и Северной Каролиной, как невежественный, выродившийся и аморальный класс людей, склонных к преступности. В чрезвычайно влиятельной книге 1857 года Хинтона Хелпера Надвигающийся кризис Юга, которая разошлась тиражом 140 000 экземпляров и многими людьми считалась самой важной книгой XIX века, описывает бедных жителей региона как класс, угнетённый последствиями рабства, людей меньшего физического роста, которые будут доведены до вымирания «выгребной ямой деградации и невежества Юга».
Джеффри Глосснер из Университета Миссисипи пишет:

"Необходима постоянная работа, чтобы понять материальную реальность жизни белых бедняков и их влияние на окружающие социальные и политические структуры. Поиск путей распространения их влияния через южное общество может дать нам представление о белых бедняках, которое теряется в предвзятых отчетах современников из элиты. Более того, социальная и культурная история этого периода требует дальнейшей интеграции, чтобы отделить создание имиджа от социальной реальности и показать место белых бедняков на Юге. ... Хотя их голоса часто не слышны, мы можем оценить более широкую важность их присутствия по социальным, политическим и культурным событиям того периода."
Историк Брандейского университета Дэвид Фишер обосновывает устойчивую генетическую основу «готовности прибегать к насилию» (особенно ссылаясь на обнаружение высокого уровня тестостерона в крови) в четырёх основных главах своей книги Albion’s Seed. Он предполагает, что в Срединно-Атлантическом штате, на Юге и Западе склонность к насилию наследуется генетическими изменениями, вызванными поколениями, живущими в традиционных скотоводческих обществах в Северной Англии, на границах Шотландии и в пограничном регионе Ирландии. Он предполагает, что эта склонность была передана другим этническим группам общей культурой, откуда её можно проследить до различных городских групп населения Соединённых Штатов.

### Во время Гражданской войны
Во время Гражданской войны Конфедерация ввела воинскую повинность для подготовки солдат для своей армии, причём все мужчины в возрасте от 18 до 35 лет имели право быть призванными, а позже их число расширилось до всех мужчин в возрасте от 17 до 50 лет. Однако исключений было множество, включая любого рабовладельца с более чем 20 рабами, политических чиновников, учителей, министров и клерков, а также людей, которые работали в ценных профессиях. Оставленные для призыва в армию или в качестве оплачиваемой замены, были бедными белыми отребьями южан, на которых смотрели свысока как на пушечное мясо. Призывников, не явившихся на службу, выслеживали так называемые «ловцы собак». Бедные южане говорили, что это «война богатых», но «борьба бедняков». В то время как высшим классам южных «кавалерийских» офицеров предоставлялись частые отпуска для возвращения домой, это не относилось к обычным рядовым солдатам, что привело к чрезвычайно высокому уровню дезертирства среди этой группы, которые ставили благополучие своих семей выше дела Конфедерации и считали себя «Условными конфедератами». Дезертиры преследовали солдат, совершали набеги на фермы и крали еду, а иногда объединялись в поселениях, таких как «Свободный штат Джонс» (бывший округ Джонс) в Миссисипи; над дезертирством открыто шутили. При обнаружении дезертиров могли казнить или унизить, заковав в цепи.
Несмотря на то, что война велась для защиты права патрицианской элиты Юга владеть рабами, класс плантаторов не хотел отказываться от своего товарного урожая, хлопка, для выращивания кукурузы и зерна, необходимых армиям Конфедерации и гражданскому населению. В результате нехватка продовольствия, усугубляемая инфляцией и накоплением продуктов питания богатыми, привела к тому, что бедняки Юга сильно пострадали. Это привело к продовольственным бунтам разъярённых толп бедных женщин, которые совершали набеги на магазины и склады в поисках пропитания для своих семей. И мужчины-дезертиры, и женщины-бунтовщики опровергли миф о единстве Конфедерации и о том, что война ведётся за права всех белых южан.
Идеологически Конфедерация утверждала, что система рабства на Юге превосходит классовое разделение Севера, потому что, в то время как Юг передал весь свой унизительный труд тем, кого он считал низшей расой, чернокожим рабам, Север сделал это со своими «братьями по крови», белым рабочим классом. Это лидеры и интеллектуалы Конфедерации называли «грязной» демократией и восхваляли превосходство чистокровных южных рабовладельческих «кавалеров», которые в бою стоили пяти северян, над запятнанным англосаксонским высшим классом Севера. Со своей стороны, некоторые из военачальников Севера, особенно генералы Улисс Грант и Уильям Шерман, признавали, что их борьба заключалась не только в освобождении рабов, но и бедных белых южан, угнетённых системой рабства. Таким образом, они предприняли шаги, чтобы использовать классовые различия между населением «белого отребья» и владельцами плантаций. Армейский капеллан написал в письме своей жене после осады Союзом Петерсберга, Вирджиния что победа в войне не только положит конец американскому рабству, но и увеличит возможности для «бедного белого отребья». Он сказал, что война «сбросит кандалы с миллионов белых бедняков, чья зависимость была на самом деле хуже, чем у этого африканца». В этом отношении Гражданская война была по большей части классовой войной.

### Во время Реконструкции
После войны первая идея президента Эндрю Джонсона по восстановлению Юга заключалась не в том, чтобы предпринимать шаги для создания равноправной демократии. Вместо этого он представлял себе то, что по сути было «республикой белого отребья», в которой аристократия сохраняла бы свою собственность и определённую социальную власть, но была бы лишена избирательных прав до тех пор, пока они не смогли бы продемонстрировать свою лояльность Союзу. Освобождённые чернокожие больше не были бы рабами, но по-прежнему были бы лишены основных гражданских прав и занимали бы низшую ступень социальной лестницы. Между ними будет бедный белый южанин, белое отребье, которое, занимая меньшее социальное положение, по сути станет хозяином Юга, голосуя и занимая политические должности и сохраняя более высокий статус по сравнению со свободными чёрными и освобождёнными рабами. Освобождённое от несправедливости системы плантаций, бедное белое отребье станет оплотом восстановления Джонсоном Юга и его возвращения в состав Союза.
План Джонсона так и не был приведён в действие, и Бюро вольноотпущенников, созданное в 1865 году, ещё до убийства президента Авраама Линкольна, было уполномочено помогать «всем беженцам и всем вольноотпущенникам», как чёрным, так и белым. Агентство сделало это, несмотря на полное отсутствие у Джонсона заботы об освобождённых рабах, из-за которых якобы велась война. Но даже несмотря на то, что они оказали им помощь, Бюро не приняло видение Джонсона о белых бедняках как лояльную и благородную основу реконструированного Юга. Северные журналисты и другие наблюдатели утверждали, что бедное белое отребье, которые теперь превратились в обездоленных беженцев, «нищих, иждивенцев, бездомных и бездомных странников», по-прежнему страдали от нищеты и бродяжничества. Они были «бездельниками», одетыми в лохмотья и покрытыми грязью, которые не работали, но принимали правительственные подачки. Они считались лишь немногим умнее чёрных. Один наблюдатель, Джеймс Гилмор, торговец хлопком и писатель, который путешествовал по Югу, написал книгу Вниз в Теннесси, опубликованную в 1864 году, в которой он разделил бедных белых на две группы: «средние белые» и «простые белые». Если первые были ворами, бездельниками и скотами, то вторые были законопослушными гражданами, предприимчивыми и продуктивными. Именно «подлое» меньшинство придало белому отребью дурное имя и дурную репутацию.
Ряд комментаторов отметили, что бедные белые южане ничем не отличаются от освобождённых чернокожих, которых характеризовали как «способных, бережливых и преданных Союзу». Маркус Стерлинг, агент Бюро вольноотпущенников и бывший офицер Союза, сказал, что «жалкий класс белых бедняков» был «единственным классом, который, кажется, почти не пострадал от великой доброжелательности [бюро] и его смелой реформы», в то время как чернокожие вольноотпущенники стали «более уравновешенными, трудолюбивыми и амбициозными», стремясь научиться читать и совершенствоваться. Сидни Эндрюс видел в чёрном «проницательный инстинкт самосохранения», которого не было у бедных белых, а Whitelaw Reid, политик и редактор газеты из Огайо, считал, что чернокожие дети, похоже, стремятся учиться. Atlantic Monthly зашёл так далеко, что предположил, что правительственная политика должна перейти от «лишения гражданских прав скромного, тихого, трудолюбивого негра» и прекратить оказывать помощь «никчёмному варвару», «невежественному, неграмотному и злобному» белому отребью.
Итак, в эпоху Реконструкции белое отребье больше не воспринималось просто как причудливая, выродившаяся порода, которая почти незримо жила в глухой глуши, война вывела их из тьмы в основное русло общества, где они заработали репутацию будучи опасным классом преступников, бродяг и правонарушителей, лишенных интеллекта, неспособных правильно говорить, «род Homo без разумного», эволюционный тупик в социал-дарвинистском мышлении того времени. К тому же они были аморальны, нарушали все социальные кодексы и сексуальные нормы, участвовали в инцесте и проституции, сводили с ума членов семьи и производили на свет многочисленных кровных внебрачных детей.

### Мошенники и реднеки
Одним из ответов южан и северных демократов на Реконструкцию после войны стало изобретение мифа о «саквояжниках», тех северных республиканских негодяях и авантюристах, которые вторглись на Юг, чтобы воспользоваться его народом, но менее известным является миф о «мошенниках», тех южных белых, которые предали свою расу, поддержав Республиканскую партию и Реконструкцию. Мошенников, даже если они происходили из более высокого социального класса, часто описывали как людей с «сердцем белого отребья». Их обвиняли в том, что они легко общались с чернокожими, приглашали их обедать в свои дома и подстрекали их, поощряя стремление к социальному равенству. Демократы ответили Автобиографией мошенника, пародией на стандартную историю «человек, сделавший себя сам», в которой южанин из белого отребья, не имеющий врождённых амбиций, тем не менее, поднимается до положения средней силы, просто оказавшись в нужном месте в нужное время или солгав и обманув.
Примерно в 1890 году термин «реднек» стал широко использоваться для обозначения бедных белых южан, особенно тех расистских последователей демократических демагогов того времени. Было обнаружено, что реднеки работают на фабриках, живут глубоко в болотах, кричат на республиканских митингах и даже иногда избираются законодателем штата. Так было в случае с Гаем Ренчером, который утверждал, что «реднек» произошла от его собственной «длинной красной шеи».

### Евгеника
Также примерно в 1890 году Американское евгеническое движение обратило своё внимание на бедное белое отребье. Их клеймили как слабоумных и неразборчивых в связях, занимающихся кровосмесительным и межрасовым сексом, а также бросающих детей от этих союзов или плохо обращающихся с ними. Евгеники успешно проводили кампанию за принятие законов, которые позволили бы сельским белым, соответствующим этим описаниям, подвергаться принудительной стерилизации государством, чтобы «очистить» общество от дефектного генетического наследия.
В 1907 году Индиана приняла первый в мире закон об обязательной стерилизации, основанный на евгенике. Вскоре их примеру последовали 30 штатов США. Хотя закон был отменен Верховным судом Индианы в 1921 году, в деле 1927 года Бак против Белла Верховный суд США подтвердил конституционность Закона о стерилизации Вирджинии 1924 года, разрешающего принудительную стерилизацию пациентов государственных психиатрических учреждений.

### Депрессия
Начало XX-го века не привело к изменению статуса бедных белых южан, особенно после начала Великой депрессии. Состояние этого класса было представлено публике в серии фотографий Маргарет Бурк-Уайт для журнала Life, а также в работах других фотографов, сделанных для исторического отдела федерального Агентства по расселению Роя Страйкера. Автор Джеймс Эйджи написал о них в своей новаторской работе Let Us Now Praise Famous Men (1941), как и Джонатан Дэниэлс в A Southerner Discovers the South (1938).
Ряд агентств Нового курса Франклина Рузвельта пытались помочь сельской бедноте улучшить себя и преодолеть социальные барьеры южного общества, которые сдерживали их, восстановив американскую мечту о восходящей мобильности. Такие программы, как программы Отдела фермерских хозяйств Министерства внутренних дел; его преемник, Администрация по переселению, основной целью которой была помощь бедным в сельской местности; и его замена, Администрация по защите фермерских хозяйств, целью которой было разорвать порочный круг арендаторов и издольщиков и помочь бедным белым и чернокожим овладеть собственными фермами, а также инициировать создание сообществ, необходимых для поддержки этих ферм. Агентства также предоставляли услуги трудящимся-мигрантам, таким как Арки и Оки, которые были опустошены Пыльным котлом — состояние которой было хорошо задокументировано фотографом Доротеей Ланж в An American Exodus (1939) — и были вынуждены отправиться в путь, погрузив все свои вещи в автомобили Ford и направляясь на запад в Калифорнию.
Важную роль в разработке и реализации этих программ сыграли политики и бюрократы, такие как Генри Уоллес, министр сельского хозяйства; Милбурн Линкольн Уилсон, первый руководитель отдела натуральных хозяйств, социолог и эксперт по сельскому хозяйству; и Рексфорд Тагвелл, профессор экономики Колумбийского университета, которому удалось быть назначенным первым главой Агентства по переселению, несмотря на то, что он отказался вести себя «по-домашнему демократично» в своих слушаниях по утверждению кандидатур. Тагвелл понимал, что статус фермеров-арендаторов не изменится, если они не смогут голосовать, поэтому он проводил кампанию против подушного налога, который мешал им голосовать, поскольку они не могли позволить себе его платить. Целями его агентства были четыре «Р»: «избавление от плохих земель, переселение сельской бедноты, переселение безработных в пригородные районы и реабилитация фермерских семей».
Другими важными личностями в борьбе за помощь сельской бедноте были Артур Рапер, эксперт по арендованному земледелию, чьё исследование Предисловие к крестьянству (1936) объяснило, почему южная система сдерживала бедняков региона и заставляла их мигрировать; и Говард Одум, социолог и психолог из Университета Северной Каролины, основавший журнал Social Forces и тесно сотрудничавший с федеральным правительством. Одум написал 600-страничный шедевр Южные регионы Соединённых Штатов, который стал путеводителем для Нового курса. Журналист Джеральд Джонсон перевёл идеи Одума в популярный сборник Бесплодная земля. Именно Одум в 1938 году разослал по почте анкеты учёным, чтобы определить их взгляды на то, что для них значит «бедный белый». Результаты были во многом неотличимы от популярных взглядов на «белое отребье», которые придерживались в течение многих десятилетий, поскольку все слова, которые возвращались, указывали на серьёзные недостатки характера у бедных белых: «бесцельный, скудный, ленивый, не амбициозный, без учёта, нет желания совершенствоваться, инертность», но, чаще всего, «бездельничающий». Несмотря на течение времени, бедные белые всё ещё считались белым отребьем, отдельной породой, классом, находящимся на полпути между чёрными и белыми, чьи неуклюжие манеры, возможно, даже возникли из-за их близости к чернокожим.

### «Трейлерный мусор»
Трейлеры появились в 1930-х годах, и их использование расширилось во время нехватки жилья во время Второй мировой войны, когда федеральное правительство использовало до 30 000 из них для размещения работников обороны, солдат и моряков по всей стране, но особенно в районах с большим военным или оборонным присутствием, таких как Мобил, Алабама и Паскагула, Миссисипи. В своей книге Путешествие сквозь хаос репортер Агнес Мейер из The Washington Post описала путешествие по всей стране, сообщая о состоянии «заброшенных сельских районов», и описывала людей, которые жили в трейлерах, палатках и лачугах в таких районах, как недоедающие, не умеющие читать или писать и, как правило, оборванные. Рабочие, приехавшие в Мобил и Паскагулу для работы на тамошних верфях, были выходцами из южной глуши, «ненормальными обитателями болот и гор», которых местные жители называли «паразитами»; в других местах их называли «скваттерами». Их обвиняли в распущенности нравов, высоком уровне нелегитимности и в том, что они позволяли проституции процветать в их «деревенских убежищах». Сами трейлеры — иногда приобретённые из вторых или третьих рук — часто были неприглядными, антисанитарными и ветхими, что заставляло общины размещать их подальше от более привлекательных районов, что означало удалённость от школ, магазинов и других необходимых объектов, часто буквально по другую сторону железнодорожных путей.
В середине XX-го века белые бедняки, которые не могли позволить себе купить жильё в пригородном стиле, начали приобретать мобильные дома, которые были не только дешевле, но и которые можно было легко переместить, если работа в одном месте закончится. Они — иногда по собственному выбору, а иногда в соответствии с местными законами о зонировании — собирались в трейлерных лагерях, и люди, которые в них жили, стали известны как «трейлерный мусор». Несмотря на то, что у многих из них была работа, хотя иногда и странствующая, недостатки характера, которые в прошлом воспринимались как бедное белое отребье, были перенесены в так называемый «трейлерный мусор», а трейлерные лагеря или парки считались населёнными пенсионерами, рабочими-мигрантами и, как правило, бедными. К 1968 году опрос показал, что только 13 % тех, кто владел и жил в передвижных домах, имели работу белых воротничков.

### Перспективы
Allyson Drinkard, доцент кафедры уголовного правосудия/социологии, пишет, что по мере того, как экономическое неравенство в Соединённых Штатах продолжает расти, число бедных белых людей как в сельских, так и в городских районах будет продолжать расти. В то же время, по мере того, как привилегии белых в целом снижаются, а меньшинства продолжают занимать растущий процент рабочих мест на сокращающемся рынке труда, бедный белый сегмент населения будет по-прежнему попадать в парадоксальную ситуацию, когда они принадлежат к привилегированному классу, но не имея возможности воспользоваться своими предполагаемыми привилегиями. То, что они белые, больше не позволит им получить и занять хорошую работу или получать соответствующий доход. Бедные белые люди, как и другие угнетённые меньшинства, рождаются в ловушке бедности, и, опять же, как и другие меньшинства, их обвиняют в своём затруднительном положении и в том, что они не могут «подняться» над своими социальными условиями и экономическим статусом. Между тем белые представители высшего и среднего класса будут продолжать называть их «белым отребьем», чтобы укрепить свое чувство превосходства, сделав так, чтобы «белое отребье» воспринимались как аутсайдеры.
Nancy Isenberg, автор книги Белое отребье: 400-летняя нераскрытая история класса в Америке, говорит, что 

"Белое отребье - это центральная, хотя и тревожная нить в нашем национальном повествовании. Само существование таких людей - как видимых, так и невидимых - является доказательством того, что американское общество одержимо изменчивыми ярлыками, которые мы даем соседям, которых не хотим замечать. "Они не те, кто мы есть". Но они такие, какие мы есть, и были фундаментальной частью нашей истории, нравится нам это или нет".

## В популярной культуре

### Белая популярная культура
Американская поп-культура связывает пьянство и насилие с тем, чтобы быть белым, бедным, сельским человеком.
В книге Гарриет Бичер-Стоу 1854 года Ключ от хижины дяди Тома есть глава, озаглавленная «Бедное белое отребье». Стоу писала, что рабство породило «бедное белое население, столь же деградировавшее и жестокое, как когда-либо существовавшее в любом из самых густонаселённых районов Европы». Далее она выразила мнение, что эта «невообразимо жестокая» группа белых напоминает «какого-то слепого, дикого монстра, который, будучи возбуждён, беспечно топчет всё на своём пути».
В книге Социальные отношения в наших южных штатах 1860 года сторонника белого превосходства Daniel R. Hundley есть глава, озаглавленная «Белое отребье». Он использовал предполагаемое существование бедных белых с дурной кровью, чтобы утверждать, что проблема заключалась в генетике, а не в социальной структуре, и поэтому рабство было оправдано. Он назвал белое отребье «самыми ленивыми двуногими животными, которые ходят прямо по лицу Земли», описывая их внешний вид как «худощавых, поджарых, угловатых и костлявых, с … землистым цветом лица, неловкими манерами и естественной глупостью или тупостью интеллекта, которая почти превосходит веру». В 1900 году в пьесе Evelyn Greenleaf Sutherland По' Белое отребье, исследовалась сложная культурная напряжённость, социальный и расовый статус бедных белых на Юге после Реконструкции.
Джордж Бернард Шоу использует этот термин в своей пьесе 1909 года Разоблачение Бланко Поснета, действие которой происходит на американском диком западе. Проститутка Фими говорит Бланко: «Я тебя повешу, грязный конокрад; или ни один мужчина в этом лагере никогда не услышит от меня ни слова, ни взгляда. Ты просто отребье: вот кто ты. Белое отребье.»
Книга Эрнеста М. Миклера Кулинария белого отребья (1986), основанная на кулинарии сельских белых южан, приобрела неожиданный рост популярности. Sherrie A. Inness пишет, что такие авторы, как Миклер, используют юмор, чтобы передать опыт жизни на обочине белого общества и расширить определение американской кулинарной истории за пределы традиций высшего класса, основанных на европейской кухне.
К 1980-м годам художественная литература публиковалась южными авторами, которые идентифицировали себя как деревенщину или белое отребье, такими как Harry Crews, Dorothy Allison, Larry Brown и Tim McLaurin. В автобиографиях иногда упоминается происхождение белого отребья. Активистка движения за права геев Amber L. Hollibaugh написала: «Я выросла девушкой смешанной расы, белым отребьем в стране, которая считала меня опасной, коррумпированной, очаровательной, экзотической. Я ответила на этот вызов, став той тревожной, опасной, сексуально разрушительной женщиной».
Долли Партон регулярно называла себя белым отребьем, говоря Southern Living: «Белое отребье! Я. Люди всегда говорят: „Разве вас не оскорбляют, когда люди называют вас белым отребьем?“ Я говорю: „Ну, это зависит от того, кто называет меня белым отребьем и что они имеют в виду“. Но в какой-то степени мы действительно были такими. Потому что, когда ты такой бедный и необразованный, ты попадаешь в эти категории.». Говоря о своей славе, она сказала: «Нет ничего лучше белого отребья в Белом доме!» Она жизнерадостно сказала Rolling Stone, что всегда останется «белым отребьем».
Президент Джимми Картер процитировал сторонника, который назвал его «белым отребьем, сделавшим добро». В своей биографии 2001 года За час до рассвета: воспоминания о деревенском отрочестве Картер писал о бедных белых людях в сельской Джорджии 1920—1930-х годов: «Для тех, кто был ленив или нечестен, или имел отталкивающие личные привычки, „белое отребье“ было большим оскорблением, чем любой эпитет, основанный на расе». Журнал People высмеял книгу о Картере как «роман о южном белом отребье». В 2006 году Тоби Кит выпустил альбом White Trash with Money, который достиг платинового уровня продаж.
Значение термина начало меняться в последние годы, когда некоторые белые американцы сами начали саркастично или полушутливо называть себя «белым отребьем», по аналогии с чёрными музыкантами или комиками, иногда называющими друг друга «ниггерами» («черномазыми»). Например, у белого рэпера Эверласта есть альбом «White Trash Beautiful». Одним из внешних атрибутов белого отребья является причёска в стиле «маллет». У американской музыкальной группы Powder Mill есть песня White trash.

### Чёрная популярная культура
Использование эпитетов «белое отребье» широко распространено в афроамериканской культуре. Чернокожие авторы отмечали, что чернокожие, когда белые насмехались над ними как над «ниггерами», насмехались в ответ, называя их «белым отребьем» или «крекерами». Некоторые чернокожие родители учили своих детей, что бедные белые — это «белое отребье». Этот эпитет встречается в афроамериканском фольклоре. Например, рабы, находясь вне пределов слышимости белых, называли суровых рабовладельцев «низшими» людьми, «ниже бедного белого отребья» или «на самом деле грубияном».
В романе Зоры Ниэл Хёрстон Серафим на Сувани 1948 года исследуются образы женщин из «белого отребья». В 2000 году Чак Джексон утверждал в Афроамериканском обзоре, что размышления Хёрстон об унижении, расточительстве и формировании классовой и гендерной идентичности среди бедных белых отражают евгенические дискурсы 1920-х годов.

## Рекомендации

### Цитаты
1. ↑  Сисейкина, Ирина Александровна. Проблема выбора эквивалентных терминов и определения области терминологии при переводе англоязычных художественных произведений на русский язык Архивная копия от 10 сентября 2018 на Wayback Machine. Известия высших учебных заведений. Поволжский регион. Гуманитарные науки 1 (37) (2016).
2. ↑  Питолин Даниил Викторович. Метафорическое моделирование концепта «Чужой» в рамках дихотомии «Свой-чужой» в сборнике рассказов Дж. Диаза «Drown» // Уральский филологический вестник. Серия: Психолингвистика в образовании : сборник. — Екатеринбург: Уральский государственный педагогический университет, 2014. — № 2. — С. 75. — Bibcode: Ш33(7)-8,44+81.055.1. Архивировано 10 сентября 2018 года.
3. 1 2 3 4 5 6 7 8  Drinkard, Allyson. 'White Trash' // The Social History of the American Family: An Encyclopedia, Volume 3. — SAGE Publications, 2014. — P. 1452–3. — «Simply put, people labeled as white trash are judged to be inappropriately different than 'normal whites.' The white trash slur probably originated in African American slave slang, but middle- and upperclass whites ultimately made it part of the American class structure, first as 'lubbers' then as 'crackers.'». — ISBN 978-1-4522-8615-0.
4. ↑  Newitz, Annalee; Wray, Matthew (1996). What is "White Trash"?: Stereotypes and Economic Conditions of Poor Whites in the U.S.. Minnesota Review. 47 (1): 57–72. ISSN 2157-4189. Архивировано 12 ноября 2020. Дата обращения: 30 декабря 2021.
5. ↑  Donnella, Leah. Why Is It Still OK To 'Trash' Poor White People? Code Switch. Washington, D.C.: National Public Radio (1 августа 2018). Архивировано 25 мая 2019 года.
6. ↑  Wray, 2006, p. 2.
7. ↑  Hartigan, 2003, pp. 97, 105.
8. ↑  Hartigan, 2003, p. 107.
9. ↑  Hernandez, Leandra H. 'I was born this way': The performance and production of modern masculinity in A&E's Duck Dynasty // Reality Television: Oddities of Culture. — Lexington Books, 2014. — P. 27. — ISBN 978-0-73-918564-3.
10. ↑  Carroll, Hamilton. Affirmative Reaction: New Formations of White Masculinity. — Duke University Press, 2011. — P. 102–103. — ISBN 978-0-82-234948-8.
11. ↑  Wray, 2006, p. x.
12. ↑  Wray, 2006, pp. 79, 102.
13. ↑  Rafter, Nicole Hahn (1988) White Trash: The Eugenic Family Studies, 1877—1919
14. ↑  Harkins, Anthony (2012). Hillbillies, Rednecks, Crackers and White Trash. The New Encyclopedia of Southern Culture. Vol. 20. Chapel Hill: University of North Carolina Press. pp. 367–370. ISBN 978-0-8078-7232-1. Архивировано 30 декабря 2021. Дата обращения: 30 декабря 2021. Источник. Дата обращения: 30 декабря 2021. Архивировано 30 декабря 2021 года.
15. ↑  Isenberg, 2016, p. 320.
16. ↑  Isenberg, 2016, pp. 136, 146, 151-52, 167, 170.
17. ↑  Stowe, Harriet Beecher [1856]. Dred: A Tale of the Great Dismal Swamp. — University of North Carolina Press, 2000. — P. 105–06.
18. ↑  Isenberg, 2016, p. 146.
19. ↑  Burton, Warren. White Slavery: A New Emancipation Cause Presented to the United States. — Worcester, Massachusetts, 1839. — P. 168–69.
20. ↑  Isenberg, 2016, pp. 149–50.
21. ↑  Isenberg, 2016, p. 136.
22. ↑  Painter, 2010, pp. 126—27.
23. ↑  Painter, 2010, pp. 117–18.
24. ↑  Painter, 2010, pp. 107–109.
25. ↑  Painter, 2010, pp. 167–74, 186–87.
26. ↑  Painter, 2010, pp. 250–53.
27. ↑  Wilson, J. Z. (December 2002) «Invisible racism — The language and ontology of 'White Trash'» Архивная копия от 30 декабря 2021 на Wayback Machine Critique of Anthropology v.22 n.4 pp.387-401
28. ↑  Newitz, Annalee and Wray, Matthew (Fall 1996) «What is 'White Trash'?: Stereotypes and Economic Conditions of Poor Whites in the U.S.» Архивная копия от 12 ноября 2020 на Wayback Machine The Minnesota Review n. 47, pp.57-72
29. ↑  Lynch, Lucas (September 12, 2018) «How the Term 'White Trash' Reinforces White Supremacy» Архивная копия от 30 декабря 2021 на Wayback Machine The Society Pages
30. ↑  Lubrano, Alfred (May 22, 2017) «Is 'White Trash' finally taboo?» Архивная копия от 30 декабря 2021 на Wayback Machine The Philadelphia Inquirer
31. ↑  Rodriguez, Gregory (June 10, 2008) «Why they bash 'white trash'» Архивная копия от 30 декабря 2021 на Wayback Machine The Baltimore Sun
32. ↑  Helligar, Jeremy (June 17, 2020) «12 Everyday Expressions That Are Actually Racist» Архивная копия от 30 декабря 2021 на Wayback Machine Reader's Digest
33. 1 2  Painter, 2010, pp. 41–42.
34. ↑  Isenberg, 2016, pp. xxvi-xxvii, 17-42.
35. ↑  Isenberg, 2016, pp. 105–132.
36. 1 2  Isenberg, 2016, p. 135.
37. ↑  Kemble, Fannie (1835) Journal. p. 81
38. ↑  Wray, 2006 suggests that the term may have originated in the Baltimore-Washington area during the 1840s, when Irish and blacks were competing for the same jobs. (pp. 42 Архивировано 24 июня 2016 года., p.44 Архивировано 10 июня 2016 года.). The quote from Kemble is reprinted in page 41 Архивировано 11 июня 2016 года. of the book.
39. ↑  Newitz, Annalee. What is White Trash? // Whiteness: a Critical Reader / Newitz, Annalee, Wray, Matthew. — NYU Press, 1997-07-01. — P. 170.
40. ↑  Wray, 2006, pp. 57–58.
41. ↑  Isenberg, 2016, p. 137.
42. ↑  Helper, Hinton Rowan (1968) [1857] The Impending Crisis of the South. Cambridge, Massachusetts: Belknap Press; quoted in Isenberg, 2016, p. 137
43. ↑  Glossner, Jeffrey (July 12, 2019) "Poor Whites in the Antebellum U.S. South (Topical Guide)" Архивировано 12 июля 2019 года., H-Net
44. ↑  В частности, глава «Пограничные земли в глушь: бегство из Средней Британии и Северной Ирландии, 1717—1775»
45. ↑  Fischer, David Hackett, Albion’s Seed: Four British Folkways in America, (ISBN 0-19-506905-6), Oxford University Press, 1989.
46. ↑  Isenberg, 2016, pp. 159, 163–65.
47. ↑  Isenberg, 2016, pp. 165–66.
48. ↑  Isenberg, 2016, pp. 157–60.
49. ↑  Isenberg, 2016, pp. 157–60, 172.
50. ↑  Isenberg, 2016, pp. 176–78.
51. ↑  Isenberg, 2016, pp. 177–80.
52. ↑  Isenberg, 2016, pp. 179–80.
53. ↑  Isenberg, 2016, pp. 180–81.
54. ↑  Isenberg, 2016, pp. 182–86.
55. ↑  Isenberg, 2016, pp. 187–90.
56. ↑  Lombardo, 2011: p. ix Архивная копия от 30 декабря 2021 на Wayback Machine.
57. ↑  Indiana Supreme Court Legal History Lecture Series, "Three Generations of Imbeciles are Enough: "Reflections on 100 Years of Eugenics in Indiana, at In.gov Архивировано 13 августа 2009 года.
58. ↑  Williams v. Smith, 131 NE 2 (Ind.), 1921, text at Архивировано 1 октября 2008 года.
59. ↑  Larson, 2004, pp. 194–195 Citing Buck v. Bell 274 U.S. 200, 205 (1927)
60. 1 2 3 4  Isenberg, 2016, pp. 206–230.
61. 1 2  Isenberg, 2016, pp. 240–247.
62. ↑  Isenberg, 2016, p. 321.
63. ↑  Jason T. Eastman and Douglas P. Schrock, «Southern Rock Musicians' Construction of White Trash» Архивировано 4 декабря 2018 года., Race, Gender & Class, Vol. 15, No. 1/2 (2008), pp. 205—219
64. ↑  Colin Webster, «Marginalized white ethnicity, race and crime» Архивная копия от 25 января 2021 на Wayback Machine, Theoretical Criminology, Volume: 12 issue: 3, page(s): 293—312, August 1, 2008
65. 1 2  Culture, Center for the Study of Southern. Revisiting Deliverance. southernstudies.olemiss.edu. Архивировано 6 марта 2019 года.
66. ↑  Hester, Jessica (2008). Progressivism, Suffragists and Constructions of Race: Evelyn Greenleaf Sutherland's 'Po' White Trash'. Women's Writing. 15 (1): 55–68. doi:10.1080/09699080701871443.
67. ↑  McDowell, Edwin (22 сентября 1986). Popular Cookbook Celebrates Down-Home Fare. The New York Times. Архивировано 6 марта 2019. Дата обращения: 30 декабря 2021. {{cite news}}: Указан более чем один параметр |archivedate= and |archive-date= (справка)
68. ↑  Edge, John T (2007). White Trash Cooking, Twenty Years Later. Southern Quarterly. 44 (2): 88–94.
69. ↑  Smith, Dina (2004). Cultural Studies' Misfit: White Trash Studies. The Mississippi Quarterly. 57 (3): 369–388. ISSN 0026-637X. JSTOR 26466979.
70. ↑  Oxford American.com (9 сентября 2006). Архивировано 9 сентября 2006 года.
71. ↑  Inness, Sherrie A. Secret Ingredients: Race, Gender, and Class at the Dinner Table :  [англ.]. — New York : Palgrave Macmillan, 2005. — P. 147. — ISBN 978-1-34-953164-6. Источник. Дата обращения: 30 декабря 2021. Архивировано 4 мая 2019 года.
72. ↑  Bledsoe, Erik (2000) «The Rise of Southern Redneck and White Trash Writers» Архивировано 14 июля 2015 года., Southern Cultures 6#1 pp. 68-90
73. ↑  Hollibaugh, Amber L. My Dangerous Desires: A Queer Girl Dreaming Her Way Home. — Duke University Press, 2000. — P. 12, 209. — ISBN 978-0822326199.
74. ↑  Dolly Parton thinks she's 'white trash'! News24 (12 сентября 2014). Архивировано 6 марта 2019 года.
75. ↑  https://www.timeinc.net/southernliving/culture/celebrities/dolly-parton-the-southern-living-interview (недоступная+ссылка)
76. ↑  Dolly Parton Is for Everyone - Pitchfork. pitchfork.com. Архивировано 6 марта 2019 года.
77. ↑  Icon and Identity: Dolly Parton's Hillbilly Appeal. Southern Cultures. Архивировано 6 марта 2019 года.
78. ↑  Interview: Dolly Parton. Rolling Stonearchive-url=https://web.archive.org/web/20190306044651/https://www.rollingstone.com/music/music-news/interview-dolly-parton-2-237948/. 30 октября 2003. Архивировано 6 марта 2019. Дата обращения: 30 декабря 2021.
79. ↑  "White Trash" — a cultural and political history of an American underclass. The Washington Post. Архивировано 6 марта 2019. Дата обращения: 30 декабря 2021. {{cite news}}: Указан более чем один параметр |archivedate= and |archive-date= (справка)
80. ↑  Stephenson, Wen. Books in Review (16 сентября 2002). Архивировано 6 марта 2019 года.
81. ↑  Picks and Pans Review: Dasher: the Roots and the Rising of Jimmy Carter. PEOPLE.com (10 апреля 1978). Архивировано 6 марта 2019 года.
82. ↑  Wilson, William Julius in Cashmore, Ernest and Jennings, James eds. (2001) Racism: Essential Readings p.188
83. ↑  Roediger, David R. Take Black on White: Black Writers on What It Means to be White. — 1999. — P. 13, 123.
84. ↑  Kolin, Philip C. Contemporary African American Women Playwrights. — 2007. — P. 29.
85. ↑  Obiakor, Festus E. Creating Successful Learning Environments for African-American Learners With Exceptionalities / Obiakor, Festus E., Ford, Bridgie Alexis. — 2002. — P. 198.
86. ↑  Prahlad, Anand (2006). The Greenwood Encyclopedia of African American Folklore. Vol. 2. p. 966.
87. ↑  Nolen, Claude H. African American Southerners in Slavery, Civil War and Reconstruction. — McFarland, 2005. — P. 81. — ISBN 9780786424511.
88. ↑  Jackson, Chuck (2000). Waste and Whiteness: Zora Neale Hurston and the Politics of Eugenics. African American Review. 34 (4): 639–660. doi:10.2307/2901423. JSTOR 2901423.